# Bumpy
『Bumpy』（バンピー）は、FM FUJIで2021年4月1日から放送されているラジオ番組。

## 概要
FM FUJIは2021年4月改編で、日中から夕方のワイド番組の「GOOD DAY」と「terminal」を終了し、月曜 - 木曜の「GOOD DAY」の後半（13:00以降）と「terminal」の放送枠を統合する形で当番組が開始した。
事実上は「GOOD DAY」が「terminal」を吸収する形で開始された番組となっており、一部パーソナリティと「GOOD DAY」スタッフチームが引き継がれている。一方で「terminal」の一部スタッフチームは金曜の「awesome!」に移動する形となった。そのため、全体的にGOOD DAYのコーナーなどを引き継いでいる場合が多いのに対し、terminalのコーナーはほぼ引き継がれていない。

## 出演者

### メインパーソナリティ
- 鈴木ダイ（月曜、2021年4月5日 - ）
- 上野智子（火曜、2021年4月6日 - ）
- 石井てる美（水曜、2021年4月7日 - [注釈 2]）
- 渡辺麻耶（木曜、2021年4月1日 - ）

### バンピーズ（アシスタント）
原則17:00から出演。
- 八代彩花（月曜）
- 廣瀬琳香（月曜）
- 宍戸美憂（火曜、木曜）
- 石黒奏絵（水曜）
- 菊地翔太（水曜）

## 放送時間

### 現在
- 毎週月曜 - 木曜 13:00 - 18:50（2021年4月1日[1] - ）

## タイムテーブル
2022年2月現在。
- 13:00 オープニング
- 13:30 はぴねすくらぶ ラジオショッピング
- 14:00 News Headline
- 14:30 Life Topics（木曜）
- 14:54 Traffic&Weather Information
- 15:00 hop in!
- 15:30 山梨トリビア
- 15:44
  - 濱田マリ、これハマります - 濱田マリ（水曜）
  - Future Housing～家を建てよう！～ - 東城佑香、深澤敏仁（木曜）
- 15:54 SOUND LEAF
- 16:00 Bumpy CONNECTION
- 16:30 Traffic Information
- 16:30 ONE VOICE（木曜）
- 16:55 News Headline
- 17:00 17時台オープニング（バンピーズ登場）
- 17:30 News Headline
- 17:35 Start Up YAMANASHI（木曜）
- 17:54 Traffic&Weather Information
- 18:15 Bumpy SPORTS（木曜）
- 18:30 News Headline
- 18:45 エンディング